# Gonioscelis submaculatus
Gonioscelis submaculatus är en tvåvingeart som beskrevs av Speiser 1910. Gonioscelis submaculatus ingår i släktet Gonioscelis och familjen rovflugor. Inga underarter finns listade i Catalogue of Life.